# Toxonprucha scitior
Toxonprucha scitior är en fjärilsart som beskrevs av Druce. Toxonprucha scitior ingår i släktet Toxonprucha och familjen nattflyn. Inga underarter finns listade i Catalogue of Life.